# Waterloo & City Line
Waterloo & City Line és una línia de ferrocarril de trànsit ràpid del Metro de Londres (en anglès London Underground), que apareix al mapa (the Tub map) de color verd clar. La línia tan sols té dos estacions, Bank i Waterloo. El traçat de la línia és soterrat a gran profunditat, a Londres aquest tipus de línies són conegudes com el tub (en anglès the tube) per la forma que tenen els túnels.
La línia va obrir l'11 de juliol de 1898 i té tan sols dos quilòmetres i mig de recorregut que uneix el districte londinenc de Lambeth, a l'estació de Waterloo, amb la Ciutat de Londres (centre de Londres) a l'estació de Bank, estació coneguda com la Ciutat. En aquest recorregut la línia creua per sota el riu Tàmesi.
Es podria dir que la línia és utilitzada exclusivament pels commuters, adjectiu que utilitzen els anglesos per definir aquells que treballen en una ciutat i viuen en una altra, tot i que en aquest cas ambdós àrees formen part de Londres. Per aquesta raó la línia té la peculiaritat de no donar serveis tard a la nit ni els diumenges.
És de lluny la línia més curta del Metro de Londres i en quatre minuts s'ha fet el recorregut. Va ser el segon ferrocarril tub elèctric en circular per Londres després del Ferrocarril City & South London (actualment part de la Northern Line).

## Història
El Ferrocarril London and South Western (L&SWR) va arribar a l'estació de Waterloo l'any 1848. La localització de l'estació terminal feia l'accés difícil a aquells passatgers que volien anar a Ciutat de Londres, és a dir al centre de Londres, i es va proposar perllongar el ferrocarril però que finalment pels seus costos es va desestimar. Quan el Ferrocarril South Eastern construí la línia de Charing Cross, alguns serveis directes a Cannon Street eren operats per L&SWR, però que foren comercialment i operativament inviables.
L'accés a la City seguia sent un problema, i finalment la solució va ser un ferrocarril metropolità soterrat, molt menys costós econòmicament que una línia en superfície que hauria necessitat adquirí molts terrenys. El ferrocarril Waterloo & City obrí l'11 de juliol de 1898 i l'operadora en fou L&SWR. Al principi com a entitat separada fins que el 1906 fou absorbir per L&SWR, i que després passaria a formar part del Ferrocarril Southern en el grup de ferrocarrils Britànics el 1923, i per formar part d'aquests, el 1948 fou un dels ferrocarrils nacionalitzats. En la privatització posterior era part de National Rail, i per un acord fou transferida al Metro de Londres.
Els bitllets de la línia estaven totalment integrats a la xarxa nacional de passatgers i podien comprar a l'estació de Bank (a Ciutat de Londres) directament el bitllet per la línia principal de ferrocarril.
La línia fou dissenyada per enginyers civils W.R. Galbraith i James Henry Greathead, inventor de la tunelació que porta el seu nom. La tunelació de Greathead s'utilitzà en el túnel d'enllaç entre les línies de Waterloo & City amb la línia Northern i Docklands Light Railway.

## Característiques
Waterloo & City Line és col·loquialment coneguda com a Drain (en català: claveguera, drenatge o desguàs). L'origen d'aquest nom no és clar. Una teoria apunta que en comparació als ferrocarrils en superfície es deia que els conductors que aquell dia els tocava torn en aquesta línia, operada per una línia principal de ferrocarril en superfície, treballaven a baix a les clavegueres. Una altra teoria diu que el nom fou inventat pels treballadors de manteniment que a causa que el túnel passa per sota el riu Tàmesi s'havia de drenar habitualment aigua del túnel.

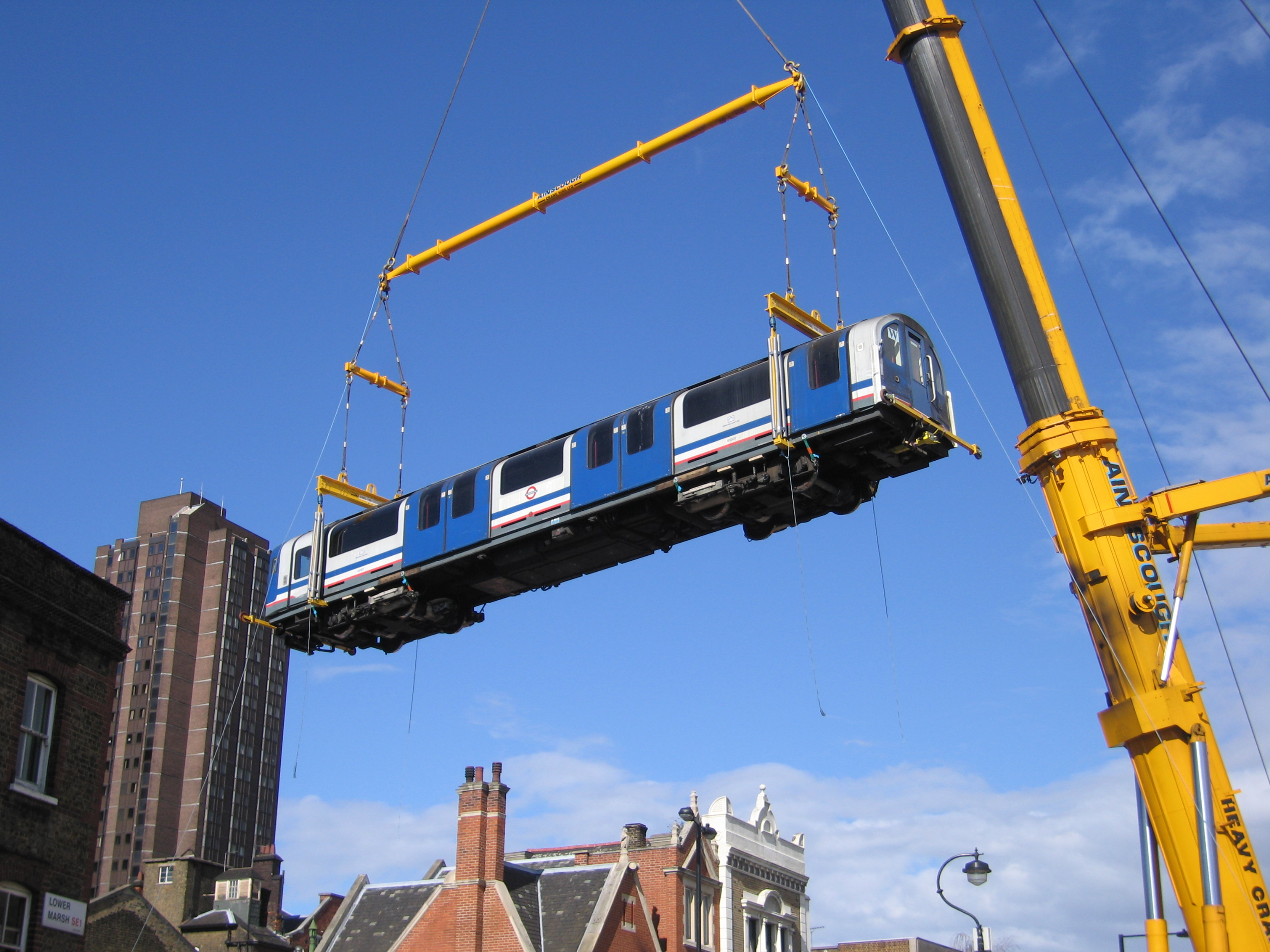
Extracció d'un tren de les cotxeres de Waterloo.

El traçat i les dues estacions de la línia és totalment soterrat, cosa que converteix aquesta línia amb l'única totalment soterrada de tota la xarxa de metro (exceptuant Victoria Line que és totalment soterrada exceptuant-ne les cotxeres).
Waterloo & City no té connexió per ferrocarril amb la xarxa de metro o de ferrocarril, per tant l'intercanvi de vehicles s'ha de fer per carretera. Abans de la construcció de la terminal internacional de Waterloo el 1990, els vechiles s'havien de col·locar amb un elevador.
L'elevador es va treure perquè és on actualment hi ha l'estació Internacional de Waterloo, terminal de l'Eurostar, línia que connecta Londres amb França.

## Mapa i estacions
| Estació  | Imatge   | Inauguració       | Informació addicional                                 |
| -------- | -------- | ----------------- | ----------------------------------------------------- |
| Bank     | Bank     | 8 d'agost de 1898 | Inaugurada com City, reanomenada 28 d'octubre de 1940 |
| Waterloo | Waterloo | 8 d'agost de 1898 |                                                       |

El 1959, un parell d'ascensors foren instal·lats a l'estació de Bank, paral·lels a les escales originals. A la dècada de 1980 es proposà de construir una estació intermèdia a Blackfriars, que es troba en la línia de la ruta, però finalment es quedà com a proposta i el departament de Transport actualment considera que no té cap benefici per al transport.

## Renovació
La línia s'ha tancat diverses vegades per reparacions i revisió de vehicles.

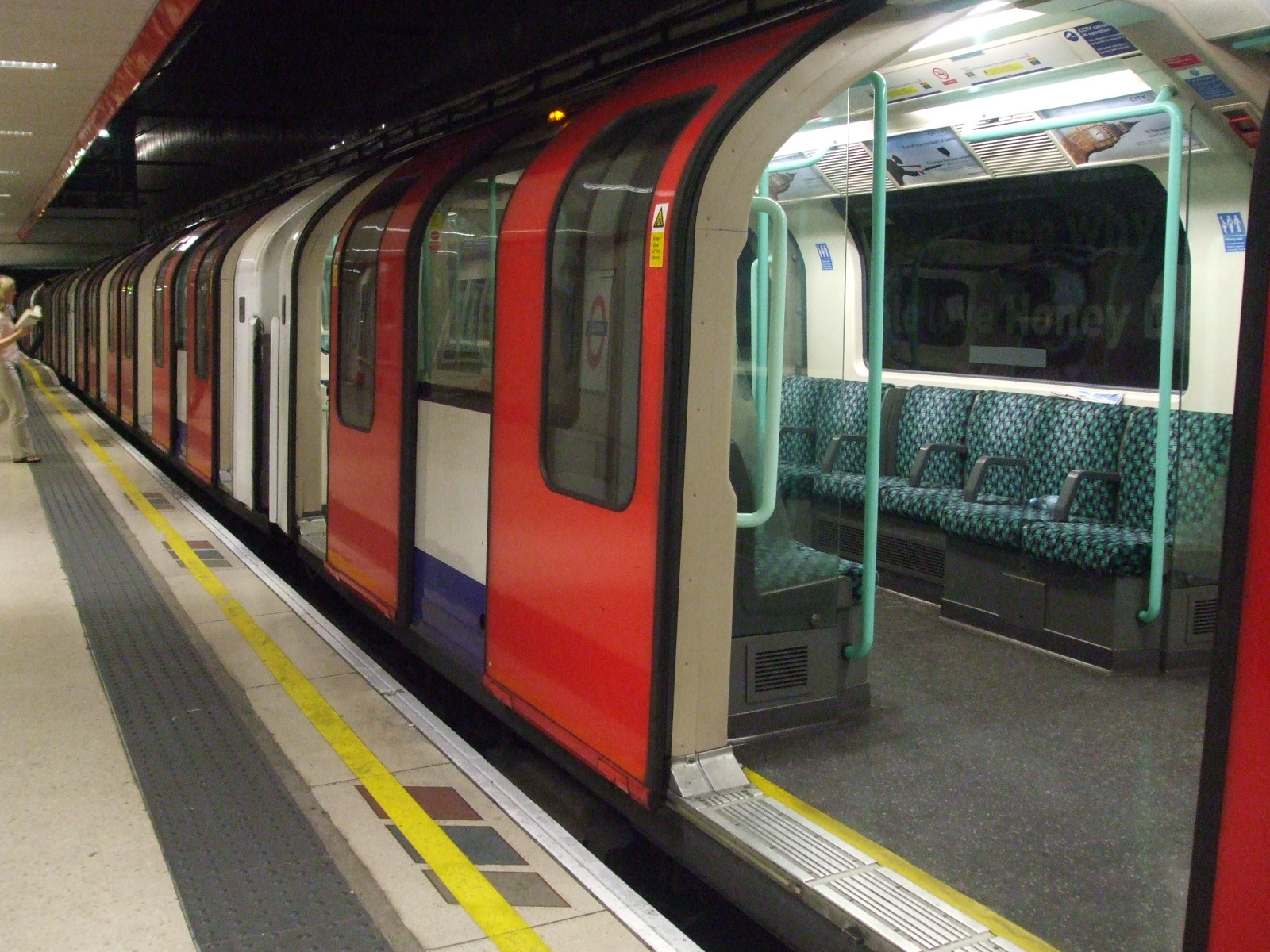
Renovació dels trens de la sèrie 1992 a Waterloo

L'1 d'abril de 2006 la línia es va tancar per treballs de renovació i es va reborir l'11 de setembre de 2006, once dies més tard que la predicció del projecte. L'operació consistí a repintar i netejar els trens i treballs de renovació dels túnels, andanes i cotxeres i millora de vies i sistemes de senyalització. Aquests treballs i altres completats durant l'any 2007 pretenien augmentar la capacitat en un 25% en hora punta i de la línia en un 12% per un cost de deu milions de lliures.
Transport for London ha anunciat que instal·larà una nova entrada a l'estació de Bank a la plaça de Walbrook el 2013.